# 根金藻目
根金藻目（学名：Rhizochrysidales）為藻類植物之一種。該植物於植物分類表上，歸於金藻門 (Chrysophyta)金藻綱 (Chrysophyceae)，同綱者尚有金胞藻目（Chrysomonadales）。

## 下属分类
- 根金藻科 Rhizochrysidaceae